# St. Louis Film Critics Association Awards 2015
Le cerimonia della 12ª edizione St. Louis Film Critics Association Awards è stata presentata il 20 dicembre 2015, le candidature erano state annunciate il 13 dicembre 2015.

## Vincitori, secondi e candidature

### Miglior film
- Il caso Spotlight (Spotlight), regia di Tom McCarthy
- 2º classificato: Inside Out, regia di Pete Docter e Ronnie del Carmen
- Mad Max: Fury Road, regia di George Miller
- Revenant - Redivivo (The Revenant), regia di Alejandro González Iñárritu
- Room, regia di Lenny Abrahamson

### Miglior attore
- Leonardo DiCaprio - Revenant - Redivivo (The Revenant)
- 2º classificato: Ian McKellen - Mr. Holmes - Il mistero del caso irrisolto (Mr. Holmes)
- Abraham Attah - Beasts of No Nation
- Matt Damon - Sopravvissuto - The Martian (The Martian)
- Eddie Redmayne - The Danish Girl

### Miglior attore non protagonista
- Sylvester Stallone - Creed - Nato per combattere (Creed)
- 2º classificato: Mark Rylance - Il ponte delle spie (Bridge of Spies)
- Paul Dano - Love & Mercy
- Idris Elba - Beasts of No Nation
- Mark Ruffalo - Il caso Spotlight (Spotlight)

### Miglior attrice
- Brie Larson - Room
- 2ª classificata: Saoirse Ronan - Brooklyn
- Cate Blanchett - Carol
- Charlize Theron - Mad Max: Fury Road
- Alicia Vikander - The Danish Girl

### Miglior attrice non protagonista
- Alicia Vikander - Ex Machina
- 2° classificate (ex aequo): Kristen Stewart - Sils Maria (Clouds of Sils Maria)
- 2° classificate (ex aequo): Rooney Mara - Carol
- Jennifer Jason Leigh - The Hateful Eight
- Kate Winslet - Steve Jobs

### Miglior regista
- Tom McCarthy - Il caso Spotlight (Spotlight)
- 2º classificato: George Miller - Mad Max: Fury Road
- Todd Haynes - Carol
- Alejandro G. Iñárritu - Revenant - Redivivo (The Revenant)
- Ridley Scott - Sopravvissuto - The Martian (The Martian)

### Migliore adattamento della sceneggiatura
- Drew Goddard - Sopravvissuto - The Martian (The Martian)
- 2º classificato: Nick Hornby - Brooklyn
- Ryan Coogler e Aaron Covington - Creed - Nato per combattere (Creed)
- Emma Donoghue - Room
- Aaron Sorkin - Steve Jobs

### Migliore sceneggiatura originale
- Tom McCarthy e Josh Singer - Il caso Spotlight (Spotlight)
- 2º classificato: Alex Garland - Ex Machina
- Olivier Assayas - Sils Maria (Clouds of Sils Maria)
- Quentin Tarantino - The Hateful Eight
- Pete Docter, Meg LeFauve e Josh Cooley - Inside Out

### Miglior fotografia
- Emmanuel Lubezki - Revenant - Redivivo (The Revenant)
- 2º classificato: Edward Lachman - Carol
- Cary Fukunaga - Beasts of No Nation
- Robert Richardson - The Hateful Eight
- John Seale - Mad Max: Fury Road

### Migliore canzone
- "Writing's on the Wall" - Spectre
- 2º classificato: "See You Again" - Fast & Furious 7 (Furious 7)
- "Feels Like Summer" - Shaun, vita da pecora - Il film (Shaun the Sheep Movie)
- "Til It Happens to You" - The Hunting Ground
- "Simple Song #3" - Youth - La giovinezza (Youth)

### Migliore montaggio
- Margaret Sixel - Mad Max: Fury Road
- 2º classificato: Stephen Mirrione - Revenant - Redivivo (The Revenant)
- Hank Corwin - La grande scommessa (The Big Short)
- Pietro Scalia - Sopravvissuto - The Martian (The Martian)
- Tom McArdle - Il caso Spotlight (Spotlight)

### Miglior film in lingua straniera
- Goodnight Mommy (Ich seh, Ich seh), regia di Veronika Franz e Severin Fiala • Austria
- 2º classificato: Il figlio di Saul (Saul fia), regia di László Nemes • Ungheria
- The Assassin (刺客聶隱娘), regia di Hou Hsiao-hsien • Taiwan
- Il segreto del suo volto (Phoenix), regia di Christian Petzold • Germania
- Storie pazzesche (Relatos salvajes), regia di Damián Szifrón • Argentina

### Miglior film di animazione
- Inside Out, regia di Pete Docter e Ronnie del Carmen
- 2º classificato: Anomalisa, regia di Charlie Kaufman e Duke Johnson
- Il viaggio di Arlo (The Good Dinosaur), regia di Peter Sohn
- Snoopy & Friends - Il film dei Peanuts (The Peanuts Movie), regia di Steve Martino
- Shaun, Vita da pecora - Il film (Shaun the Sheep Movie), regia di Richard Goleszowski

### Migliori musiche
- Ennio Morricone - The Hateful Eight
- 2º classificato: Michael Giacchino - Inside Out
- Carter Burwell - Carol
- Disasterpeace - It Follows
- Junkie XL - Mad Max: Fury Road

### Migliori effetti speciali
- Mad Max: Fury Road
- 2º classificato: The Walk
- Ex Machina
- Sopravvissuto - The Martian (The Martian)
- Revenant - Redivivo (The Revenant)

### Migliore direzione artistica
- Mad Max: Fury Road
- 2º classificato (ex aequo): Brooklyn
- 2º classificato (ex aequo): Carol
- 2º classificato (ex aequo): The Danish Girl
- Cenerentola (Cinderella)

### Migliore colonna sonora
- Love & Mercy
- 2º classificato: Straight Outta Compton
- Amy
- Dope - Follia e riscatto (Dope)
- Sopravvissuto - The Martian (The Martian)

### Migliore scena
- Revenant - Redivivo (The Revenant) - Hugh aggredito da un grizzly
- 2º classificato: The Walk -  Camminata tra le Torri Gemelle
- Creed - Nato per combattere (Creed) - Il primo combattimento di Creed
- Fast & Furious 7 (Furious 7) - La scena di addio tra Vin Diesel e Paul Walker
- Room - L'evasione di Jack e il salvataggio

### Miglior documentario
- Amy, regia di Asif Kapadia
- 2º classificato: The Look of Silence, regia di Joshua Oppenheimer
- Migliori nemici (The Best of Enemies), regia di Robin Bissell
- Cartel Land, regia di Matthew Heineman
- The Hunting Ground, regia di Kirby Dick

### Migliore commedia
- Un disastro di ragazza (Trainwreck), regia di Judd Apatow
- 2º classificato: Quel fantastico peggior anno della mia vita (Me & Earl & the Dying Girl), regia di Alfonso Gomez-Rejon
- Inside Out, regia di Pete Docter e Ronnie del Carmen
- Spy, regia di Paul Feig
- Vita da vampiro - What We Do in the Shadows (What We Do in the Shadows), regia di Taika Waititi e Jemaine Clement

### Film peggiore
- Fantastic 4 - I Fantastici Quattro (Fantastic Four), regia di Josh Trank
- 2º classificato: Sotto il cielo delle Hawaii (Aloha), regia di Cameron Crowe
- Il ragazzo della porta accanto (The Boy Next Door), regia di Rob Cohen
- Jem e le Holograms (Jem and the Holograms), regia di Jon M. Chu
- Jupiter - Il destino dell'universo (Jupiter Ascending), regia di Lana e Lilly Wachowski
- Mortdecai, regia di David Koepp
- Il superpoliziotto del supermercato 2 (Paul Blart: Mall Cop 2), regia di Andy Fickman
- The Ridiculous 6, regia di Frank Coraci
- Stonewall, regia di Roland Emmerich
- Strange Magic, regia di Gary Rydstrom

### Riconoscimenti speciale
- Agli stuntman di Mad Max: Fury Road.[1]